# رغد مخيزن
رغد أحمد علي مخيزن (من مواليد 24 أكتوبر 1996) هي لاعبة كرة قدم سعودية محترفة تلعب كمدافعة لنادي الأهلي السعودي والمنتخب السعودي للسيدات.

## مسيرتها الكروية

### الأندية

#### البدايات: 2013–2022
بدأت مخيزن مسيرتها الكروية في سن مبكرة، حيث بدأت ممارسة هوايتها منذ سن الخامسة مع أشقائها. دخلت كرة القدم للسيدات قبل أن تكتسب شهرة، حيث لعبت مع ستة فرق مختلفة. بدأت مع فريق السامر عام 2013، ولعبت حتى عام 2017، ثم انتقلت إلى موج جدة عام 2017. وفي عام 2019 انضمت إلى فريق مِراس (الأهلي الآن) لمدة موسم واحد قبل أن توقع مع نادي العاصفة (الشباب الآن). لعبت مع العاصفة في النسخة الأولى لدوري المناطق للسيدات في المنطقة الغربية، وحصلت مخيزن على لقب أفضل لاعبة في البطولة.

#### الشباب: 2022–2023
بعد استحواذ حركة الشباب على نادي العاصفة، ظلت مخيزن مع الفريق لموسم 2022–23 من الدوري الممتاز. في 14 أكتوبر 2022، لعبت أول مباراة لها مع اللبوؤات البيضاء بخسارة 2–4 أمام الهلال. في 11 فبراير 2023، سجلت هدفها الأول مع النادي ضد نادي سما في الدقيقة 35 في مباراة الدوري التي انتهت بنتيجة 19–0 لصالح الشباب. ساهمت هذه النتيجة في إنهاء الفريق الموسم في المركز الثالث.

#### الأهلي: 2023–
في سبتمبر 2023 أعلن الأهلي التعاقد مع مخيزن. في 14 أكتوبر 2023، ظهرت لأول مرة مع النادي في مباراة الدوري ضد الشباب والتي انتهت بالخسارة 0–1.

### دوليا
لعبت مخيزن لأول مرة على المستوى الدولي مع المنتخب السعودي لكرة الصالات للسيدات في عام 2021.
في فبراير 2022، كانت مخيزن ضمن أول قائمة للمنتخب السعودي لكرة القدم للسيدات لخوض المباراتين الوديتين ضد سيشيل ومنتخب جزر المالديف. وشاركت لأول مرة مع المنتخب عندما دخلت كبديلة في المباراة ضد سيشل التي انتهت بالفوز 2–0 في 20 فبراير 2022.
في يونيو 2022، تم اختيارها لتكون ضمن تشكيلة السعودية في بطولة اتحاد غرب آسيا لكرة الصالات للسيدات 2022، حيث حلّ وصيفا. وفي البطولة، سجلت رغد ثنائية في الفوز 5–0 على عمان.

## الحياة الشخصية
مخيزن هي أخصائية تمريض وخريجة جامعة الملك سعود للعلوم الصحية.

## الإحصائيات

### النادي
اعتبارا من 30 ديسمبر 2023
| النادي  | الموسم  | الدوري                 | الدوري    | الدوري  | الكأس     | الكأس   | قاريا     | قاريا   | أخرى      | أخرى    | المجموع   | المجموع |
| النادي  | الموسم  | الدرجة                 | المشاركات | الأهداف | المشاركات | الأهداف | المشاركات | الأهداف | المشاركات | الأهداف | المشاركات | الأهداف |
| ------- | ------- | ---------------------- | --------- | ------- | --------- | ------- | --------- | ------- | --------- | ------- | --------- | ------- |
| الشباب  | 2023–24 | الدوري السعودي الممتاز | 14        | 1       | —         | —       | —         | —       | —         | —       | 14        | 1       |
| الشباب  | المجموع | المجموع                | 14        | 1       | —         | —       | —         | —       | —         | —       | 14        | 1       |
| الاهلي  | 2023–24 | الدوري السعودي الممتاز | 6         | 0       | 2         | 0       | —         | —       | —         | —       | 8         | 0       |
| الاهلي  | المجموع | المجموع                | 6         | 0       | 2         | 0       | —         | —       | —         | —       | 8         | 0       |
| المجموع | المجموع | المجموع                | 20        | 1       | 2         | 0       | —         | —       | —         | —       | 22        | 1       |

### دوليا
اعتبارا من 8 يناير 2024
| المنتخب الوطني | السنة   | المشاركات | الأهداف |
| -------------- | ------- | --------- | ------- |
| السعودية       | 2022    | 3         | 0       |
| السعودية       | 2023    | 13        | 0       |
| السعودية       | 2024    | 1         | 0       |
| المجموع        | المجموع | 17        | 0       |

## الإنجازات

### دوليا
السعودية
- البطولة الدولية الودية للسيدات: الخبر 2023

السعودية لكرة الصالات
- بطولة اتحاد غرب آسيا لكرة الصالات للسيدات: الوصيف 2022

### النادي
اليمامة
- بطولة كرة الصالات للسيدات: 2023